# Cristian Sebastián Cejas
Cristian Sebastián Cejas (ur. 21 kwietnia 1975 w Gualeguay) – argentyński piłkarz, grający na pozycji bramkarza. Ma przydomek Terremoto Cejas.
Karierę rozpoczynał w 1994 roku w klubie Newell’s Old Boys. W tym klubie zagrał w 170 meczach, w których zdobył sześć goli. W 2001 roku przeszedł do włoskiej Serie A, do klubu AS Roma, jednakże był tam jedynie rezerwowym, stąd Roma wypożyczyła go do innego włoskiego klubu - AC Siena, gdzie wystąpił w 17 meczach. Następnie został transferowany do klubu Serie B - Ascoli Calcio, gdzie rozegrał 35 meczów i strzelił jednego gola. W 2003 roku przeszedł do innego klubu Serie B - ACF Fiorentina. Cejas zagrał w 52 meczach i przyczynił się do awansu tego klubu do Serie A. W 2006 roku został sprzedany do Empoli FC w zamian za Gianlukę Bertiego, jednakże w nowym klubie zagrał jedynie w 6 meczach, w związku z czym poprosił klub o przedterminowe rozwiązanie kontraktu, na co jego klub przystał. Cejasem zainteresował się chilijski klub, CSD Colo-Colo, gdyż ich podstawowy bramkarz, Claudio Bravo, odszedł do Realu Sociedad. W Colo-Colo Cejas zagrał w 14 meczach, grał także w Copa Sudamericana 2006. Colo-Colo z Cejasem w składzie dwukrotnie zostało mistrzem Chile. W 2007 przeniósł się do argentyńskiego Gimnasia y Esgrima La Plata, gdzie zagrał w 18 meczach. W 2008 roku był na testach w angielskim klubie Hull City, ale ten ostatecznie nie skorzystał z jego usług. Obecnie Cejas gra w Chacarita Juniors.
Jego młodszy brat, Mauro Cejas, gra dla meksykańskiego klubu CF Monterrey.